# Hoplocorypha acuta
Hoplocorypha acuta är en bönsyrseart som beskrevs av Giglio-tos 1916. Hoplocorypha acuta ingår i släktet Hoplocorypha och familjen Thespidae. Inga underarter finns listade i Catalogue of Life.